# Rosemary's Baby
Rosemary's Baby (bra: O Bebê de Rosemary; prt: A Semente do Diabo) é um filme estadunidense de 1968, do gênero terror, escrito e dirigido por Roman Polanski, com roteiro baseado no romance homônimo de Ira Levin, publicado em 1967. É considerado um clássico dos filmes de terror da década de 1960.
Teve uma sequência televisiva em 1976, Look What's Happened to Rosemary's Baby, também com Ruth Gordon e Ray Milland.

## Enredo
Em 1965, Rosemary Woodhouse (Mia Farrow), uma jovem dona de casa brilhante, mas um tanto ingênua, e Guy (John Cassavetes), o marido e um ator em busca de emprego, se mudam para Bramford, um opulento e antiquado edifício de apartamentos em Nova Iorque. O casal descobre por meio do gerente do edifício, Sr. Nicklas (Elisha Cook, Jr), que a sua nova residência foi habitada previamente pela Sra Gardenia, uma mulher idosa que aparentemente tinha sido senil. Guy também descobre uma cômoda que esconde um armário simples, que contém nada além de um aspirador de pó e uma pilha de toalhas dobradas. Seu amigo Hutch (Maurice Evans) tenta dissuadi-los de tomar o apartamento, informando-os sobre um pouco da história de Bramford mas Rosemary e Guy são atraídos para dentro do prédio. Rosemary encontra uma jovem mulher, Terry Gionoffrio (Angela Dorian), uma viciada em drogas em recuperação que um casal de idosos, excêntrico no edifício, os Castevets, a acolheram. Como Rosemary admira um colar de pingente que os Castevets deram a Terry, ela percebe o seu cheiro estranho. Voltando para casa uma noite, Guy e Rosemary descobrem que Terry jogou-se da janela do apartamento do sétimo andar dos Castevets.
Rosemary e Guy rapidamente formam amizade com os Castevets, Minnie (Ruth Gordon) e Roman (Sidney Blackmer), os quais eles conheceram na rua na noite do suicídio de Terry. Minnie convida o casal para jantar e eles relutantemente aceitam. Guy forma uma ligação com os Castevets. Minnie dá o pingente de Terry para Rosemary, dizendo-lhe que traz boa sorte e que o cheiro estranho que é de uma planta chamada "root tannis." Mais tarde, Guy consegue um papel numa peça quando o ator que foi originalmente lançado de repente e inexplicavelmente fica cego. Guy sugere que ele e Rosemary tenham um bebê. Na noite que planejam engravidar, Minnie traz copos individuais de mousse de chocolate. Rosemary sente um gosto estranho na sobremesa e a joga fora. Rosemary desmaia e experimenta o que ela percebe ser um estranho sonho no qual ela é estuprada por uma forte presença demoníaca de Guy, enquanto os Castevets, e outros inquilinos de Bramford observam. Quando ela acorda, percebe arranhões em seu corpo. Guy diz a ela que ele teve relações sexuais com ela enquanto ela estava inconsciente, porque ele não queria deixar passar o momento para ela engravidar.
Rosemary descobre que está grávida e e pretende receber cuidados obstétricos do Dr. Hill (Charles Grodin), que é recomendado a ela por sua amiga Elise (Emmaline Henry). No entanto, os Castevets insistem que ela veja o seu bom amigo, o Dr. Abraham Sapirstein (Ralph Bellamy), que diz que Minnie vai fazer para Rosemary uma bebida diária que é mais saudável do que os comprimidos vitamínicos usuais. Nos três primeiros meses de gravidez, Rosemary sofre dores abdominais graves, perde peso, torna-se muito pálida, e anseia por carne crua e fígado de galinha. Dr. Sapirstein insiste que a dor vai diminuir em breve, e garante que ela não tem nada com o que se preocupar. Quando Hutch vê a aparência esquelética de Rosemary e ouve que ela está sendo alimentada com a raiz misteriosa de tannis, ele fica perturbado o suficiente para fazer alguma pesquisa. Antes que ele possa dizer a Rosemary suas descobertas, ele misteriosamente entra em coma. Rosemary da uma festa para alguns amigos, alguns dos quais aconselhá-la a consultar-se com o Dr. Hill, pois a dor que ela está sentindo pode ser um aviso de que algo está errado. Rosemary diz a Guy sobre ver o Dr. Hill, o que o irrita. No entanto, a dor abdominal, de repente desaparece e a saúde e aparência de Rosemary também melhoram rapidamente, e ela e Guy estão finalmente felizes mais uma vez.
Três meses depois, Hutch morre. Ele deixa para Rosemary um livro sobre bruxaria que é entregue a ela em seu funeral, juntamente com a mensagem enigmática: "O nome é um anagrama". Rosemary deduz que Roman Castevet é realmente Steven Marcato, filho de um ex-residente do Bramford que foi acusado de ser um satanista. Rosemary suspeita que seus vizinhos e o Dr. Sapirstein fazem parte de um culto com desenhos sinistros para seu bebê, e que Guy está cooperando com eles em troca de alavancar a sua carreira de ator. Rosemary torna-se cada vez mais perturbada e compartilha seus temores e suspeitas com o Dr. Hill, que assumindo que ela é delirante, chama o Dr. Sapirstein e Guy. Eles dizem que se ela cooperar, nem ela nem o bebê vão ser prejudicados. Os dois homens trazem Rosemary para casa, onde ela escapa deles brevemente. Apesar de Rosemary prendê-los para fora, eles entram no quarto. Rosemary entra em trabalho de parto e está sedada pelo Dr. Sapirstein. Quando ela acorda, é dito que o bebê morreu.
No armário do corredor, Rosemary descobre uma porta secreta que leva para o apartamento do Castevet e ouve gritos de um bebê, revelando que seu filho está vivo. Em seguida, ela encontra uma congregação formada por inquilinos do edifício, bem como Dr. Sapirstein, reunidos em torno de seu filho recém-nascido. Quando Rosemary puxa para trás as cortinas do berço, ela fica horrorizada com a visão de dois olhos demoníacos brilhando em vermelho e olhando para ela. É dito para Rosemary que Guy não é o pai do bebê e que o bebê, chamado Adrian, é na verdade a semente de Satanás. Isto horroriza Rosemary. Guy tenta se desculpar com Rosemary e explicar a ela que eles vão estar recebendo muito em troca disto, como riqueza e fama, e que eles poderiam apenas fazer outro bebê. Rosemary responde cuspindo no rosto de Guy. Minnie diz para Rosemary que ela deve se sentir honrada e que ela era a escolhida. Roman pede a ela para se tornar uma mãe para seu filho, e garante que ela não tem que se juntar ao culta, se não quiser. Ela arruma os cobertores de seu filho e gentilmente o coloca em seu berço com um pequeno sorriso no rosto.

## Elenco
- Mia Farrow .... Rosemary Woodhouse
- John Cassavetes .... Guy Woodhouse
- Ruth Gordon .... Minnie Castevet
- Sidney Blackmer .... Roman Castevet
- Ralph Bellamy .... Dr. Abe Saperstein
- Maurice Evans .... Hutch
- Victoria Vetri .... Terry Gionnofrio
- Charles Grodin .... Dr. Hill
- Hana Landy .... Grade Cardiff
- Elisha Cook, Jr. .... Mr. Nicklas
- Patsy Kelly .... Laura-Louise McBirney

## Sequência e refilmagem
No telefilme de 1976, Look What's Happened to Rosemary's Baby, Patty Duke estrelou como Rosemary Woodhouse e Ruth Gordon reprisou seu papel de Minnie Castevet. O filme apresentou Andrew/Adrian tentando ganhar o seu lugar como o Anticristo. Não agradou como uma sequela os críticos e espectadores, e sua reputação deteriorou-se ao longo dos anos.
Um remake de Rosemary's Baby foi brevemente considerado em 2008. Os produtores destinadas foram Michael Bay, Andrew Form e Brad Fuller.
Em janeiro de 2014, a NBC fez uma minissérie de quatro horas com Zoe Saldana como Rosemary. A minissérie foi filmado em Paris com a direção feita por Agnieszka Holland.

## Principais prêmios e indicações

### Oscar1969
- Venceu
  - Melhor atriz coadjuvante (Ruth Gordon)[6]
- Indicado
  - Melhor roteiro adaptado[6]

### BAFTA1970
- Indicado
  - Melhor atriz (Mia Farrow)[carece de fontes?]

### David di Donatello1969
- Venceu
  - Melhor atriz estrangeira (Mia Farrow)[carece de fontes?]
- Indicado
  - Melhor diretor estrangeiro[carece de fontes?]

### Golden Globe1969
- Venceu
  - Melhor atriz coadjuvante - cinema (Ruth Gordon)[7]
- Indicado
  - Melhor atriz - drama (Mia Farrow)[7]
  - Melhor trilha sonora[7]
  - Melhor roteiro[7]